# Lake Seneca (Ohio)
Lake Seneca es un lugar designado por el censo ubicado en el condado de Williams en el estado estadounidense de Ohio. En el Censo de 2010 tenía una población de 465 habitantes y una densidad poblacional de 100,41 personas por km².

## Geografía
Lake Seneca se encuentra ubicado en las coordenadas 41°39′55″N 84°38′31″O / 41.66528, -84.64194. Según la Oficina del Censo de los Estados Unidos, Lake Seneca tiene una superficie total de 4.63 km², de la cual 4.48 km² corresponden a tierra firme y (3.36%) 0.16 km² es agua.

## Demografía
Según el censo de 2010, había 465 personas residiendo en Lake Seneca. La densidad de población era de 100,41 hab./km². De los 465 habitantes, Lake Seneca estaba compuesto por el 99.35% blancos, el 0% eran afroamericanos, el 0% eran amerindios, el 0% eran asiáticos, el 0% eran isleños del Pacífico, el 0.43% eran de otras razas y el 0.22% pertenecían a dos o más razas. Del total de la población el 1.72% eran hispanos o latinos de cualquier raza.